# 廣泰國際
廣泰國際控股有限公司，簡稱廣泰國際控股，以及廣泰國際（英語：Greatime International Holdings Limited，港交所：0844），在1995年，由王建陵先生創立一家成衣公司，再在2000年，成立位於山東濰坊市的，諸城裕泰針織有限公司，主要經營布料織造、布料染整、布料印花，以及內衣裁剪與縫紉，前身為「廣豪國際控股有限公司」。
在2011年11月24日，於香港交易所主板上市，較招股價漲19%，而招股價為0.8港元，收盤報0.95港元，而在上市前，上述以招股價為0.8港元，集資額為8000萬港元，發行新股為2000萬股舊股

## 連結
- GreatimeIntl.com （页面存档备份，存于）